# Schloss Liebenau (Meckenbeuren)

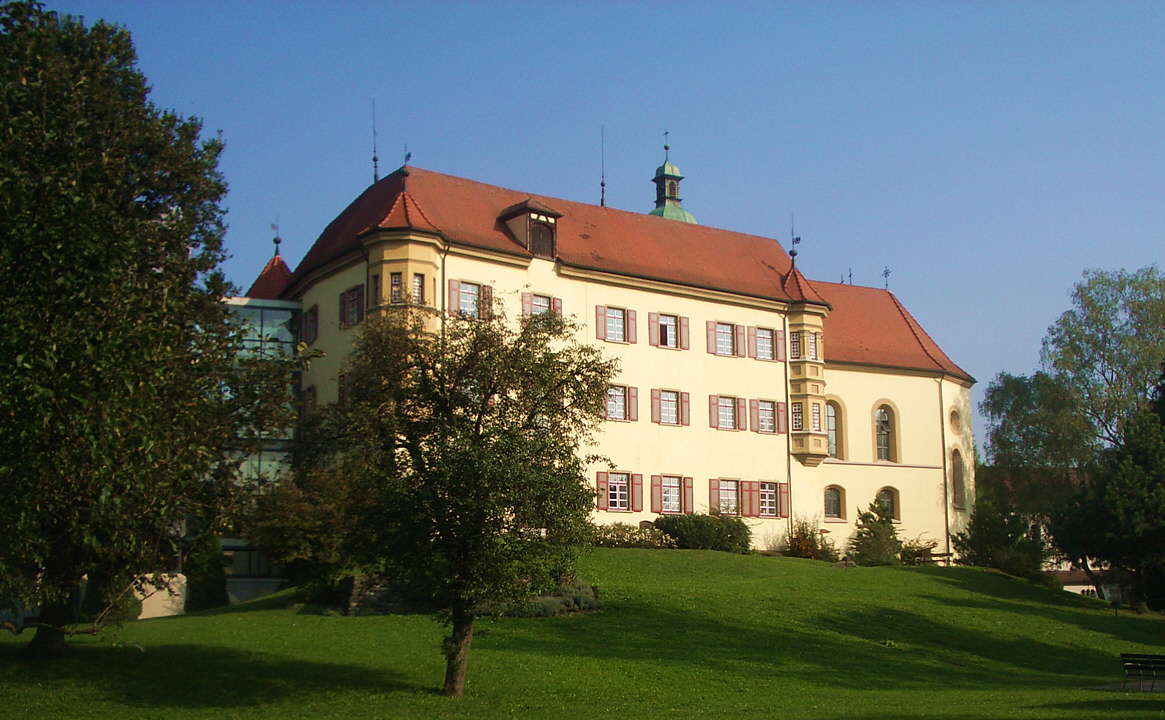
Schloss Liebenau

Schloss Liebenau ist ein Anfang des 17. Jahrhunderts erbautes Schloss im Stil der Renaissance in Liebenau, einem Stadtteil von Meckenbeuren im Bodenseekreis.

## Geschichte
Die heutige Anlage basiert auf der Ruine einer Turmhügelburg, die im 13. Jahrhundert von Albrecht von Summerau-Liebenau erbaut wurde. Der Wohnbau dieser Burg war ein quadratischer Turm, der etwa 8,5 Meter lang und 14 Meter hoch war. Im Jahr 1309 kam die Herrschaft Liebenau an die Grafen von Montfort. Diesen diente die Burg als Vogtssitz. Im Jahr 1581 schenkten die Grafen von Montfort dem Augsburger Juristen Mathes Layman die mittlerweile verfallene Burg für seine Verdienste als Reichslehen. Dieser ließ direkt nach der Schenkung ein neues Schloss unter Einbeziehung des alten Turmes im Stil der Renaissance errichten. Dabei wurde der bislang quadratische Turm auf der West- und Ostseite durch je einen Anbau, der die Maße des Grundbaus besaß, verlängert. Auf der Westseite wurde ein nach Norden gerichteter Bau errichtet. Auf der Nord- und Ostseite diente eine Mauer als Abgrenzung eines Hofs. Auf der Nordseite des Baus wurde je ein Eckturm errichtet, die Südseite hingegen um zwei Eckerker ergänzt. 1624 wurde zusätzlich an die Ostseite des Hofes ein Kapellflügel angebaut, sodass diese Seite des Hofes nun Westseite des Flügels war. Als Kirchturm wurde der Turm in der Nordostecke in die Kapelle integriert.
Nach dem Tod von Balthasar Layman im Jahr 1668 wurde die Herrschaft Liebenau an die Abtei Weingarten übertragen. 1803 kam das Schloss nach der Säkularisation der Abtei an das Haus Oranien, nur ein Jahr später wurde das Schloss an das Kaisertum Österreich. 1805 wurde es an das Kurfürstentum Bayern verkauft, das Liebenau 1810 an das Königreich Württemberg verkaufte. Dieses verkaufte das Schloss an den Gastwirt Philipp Biegger, es folgte der Pfarrer aus Hoßkirch, Franz Josef de Baratti, dessen Erbe, Pfarrer Schlegel, es dem Fürsten Franz von Waldburg-Zeil hinterließ, welcher eine Renovierung vornahm; dessen Sohn Erbgraf Constantin überließ es seinem Bruder, dem Jesuitenpater Graf Georg Ferdinand. Der Jesuitenorden als Erbe verkaufte es 1855. Es folgten mehrere Besitzer, die es verwahrlosen ließen, zuletzt der Baumaterialienhändler Christian Bertram aus Ulm.
1870 kaufte Kaplan Adolf Aich das Schloss und richtete darin eine Heil- und Pflegeanstalt ein, die heutige Stiftung Liebenau. Diese kaufte dem Kaplan 1893 das Schloss ab. Im Jahr 1905 wurde der Hof des vierflügeligen Schlosses überbaut und zudem ein Anbau auf der Westseite der Anlage errichtet.
Im Jahre 1940 wurde Ilag V Liebenau im Schloss und vier benachbarten Gebäuden etabliert. Um Platz für den Internierten frei zu machen, wurden 510 Patienten der Heil- und Pflegeanstalt mit Bussen zur Tötungsanstalt Grafeneck transportiert und dort ermordet. Die ersten Internierten im Schloss Liebenau waren 300 britische Staatsangehöriger aus Polen. Ab 1941 kamen mehr Briten aus Belgien, Griechenland und den Niederlanden. Die meisten verheirateten Frauen wurden 1943 zum Frontstalag 121 in Vittel versetzt.
1978 und 1979 wurde im Lauf einer Sanierung des Schlosses der Anbau auf der Westseite des Schlosses abgebrochen und durch einen Treppenhausanbau ersetzt. Das Schloss ist heute nach wie vor im Besitz der Stiftung Liebenau.